# سرطان كماني أسترالي
سرطان كماني أسترالي (الاسم العلمي: Uca australiae) هو نوع من الحيوانات يتبع جنس السرطان الكماني من فصيلة السرطانات الشبحية.